# Antonov An-8
Antonov An-8 (V kódu NATO "Camp") je v SSSR navržený dvoumotorový turbovrtulový hornoplošný lehký nákladní letoun.

## Vývoj

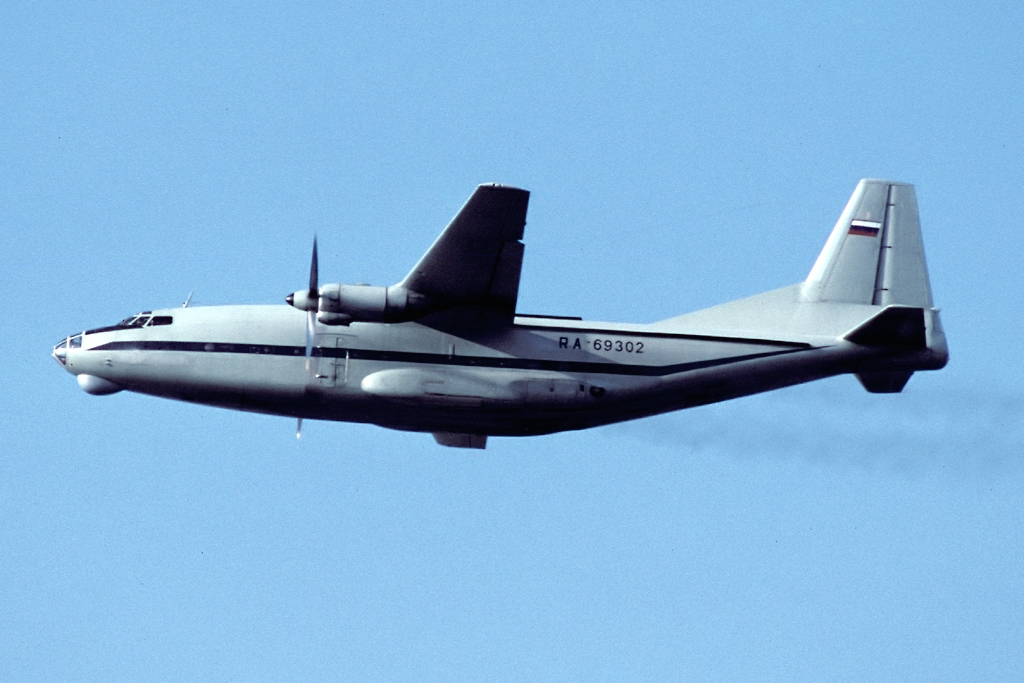
Antonov An-8 (RA-69302, MAP)

V prosinci 1951 iniciovala OKB-153 návrh dvoumotorového útočného transportního letounu označeného DT-5/8, který měl být poháněn dvěma turbovrtulovými motory Kuzněcov TV-2 a vybavený velkými zadními nákladovými dveřmi, které by umožnily vozidlům vjet přímo do nákladového prostoru. Dne 11. prosince 1953 vydala sovětská rada ministrů pro konstrukční kancelář Antonov směrnici č. 2922-1251, která jim ukládala postavit dvoumotorový turbovrtulový transportní letoun odvozený od DT-5/8. Výsledný letoun nesoucí vnitropodnikové označení Izdělije P byl hornoplošník s dvěma turbovrtulové motory s obdélníkovým průřezem trupu, který mohl nést 60 vojáků nebo 40 cestujících. Mohl přepravit řadu vozidel (včetně útočných děl ASU-57, obrněných transportérů BTR-40 nebo BTR-152) nebo dělostřeleckých zbraní. Letoun byl vybaven třístopým podvozkem s hlavními nohami umístěnými v gondolách na obou stranách trupu. Ocasní části byly vyvýšené, čímž poskytly prostor pro lepší nakládání a vykládání.
Prototyp An-8 byl poháněn dvojicí turbovrtulových motorů N. D. Kuzněcova typu NK-2M po 3678 kW. Stejné pohonné jednotky byly instalovány i ve strojích ověřovací série, záhy je však vystřídaly motory NK-4 po 3750 kW.
Letadlo uskutečnilo svůj první let 11. února 1956 z letiště Svjatošino v Kyjevě a svůj veřejný debut si odbylo na letecké výstavě na letišti Tušino 18. srpna téhož roku.
První sériový letoun opustil továrnu v prosinci roku 1958 s motory A. G. Ivčenka AI-20D, upravený řídicí systém podvozku, palivové ventilační otvory, odmrazovací systém a zvýšený rozsah pohybu kormidla.
An-8 byl sériově vyráběn v Taškentském leteckém závodě v letech 1958-1961. Celkem vzniklo 151 letadel.

## Služba
Většina letounů An-8 sloužila v sovětském letectvu; dva An-8 byly použity speciálními jednotkami k obsazení letiště v Plzni během invaze do Československa v roce 1968. Jiné byly používány jako elektronická průzkumná letadla a jeden letoun byl použit k odběru vzorků vzduchu po čínských jaderných zkouškách v roce 1966. Až do 70. let byly stroje ve velkém měřítku používány v přední linii vojenských úkolů v sovětském letectvu, poté jich mnoho bylo převedeno k Aeroflotu jako nákladní letouny. Po sérii nehod na začátku 90. let byly An-8 v Rusku staženy z provozu. To však jejich konec neznamenal, několik letadel bylo prodáno do zahraničí, např. do Afriky, a to zejména do Libérie a Angloly a také na Blízký východ (letecké společnosti spojené s ruským podnikatelem a údajným obchodníkem se zbraněmi Viktorem Butem). V roce 2004 společnost Antonov odmítla jakoukoli odpovědnost za stav všech letadel v provozu.

## Uživatelé

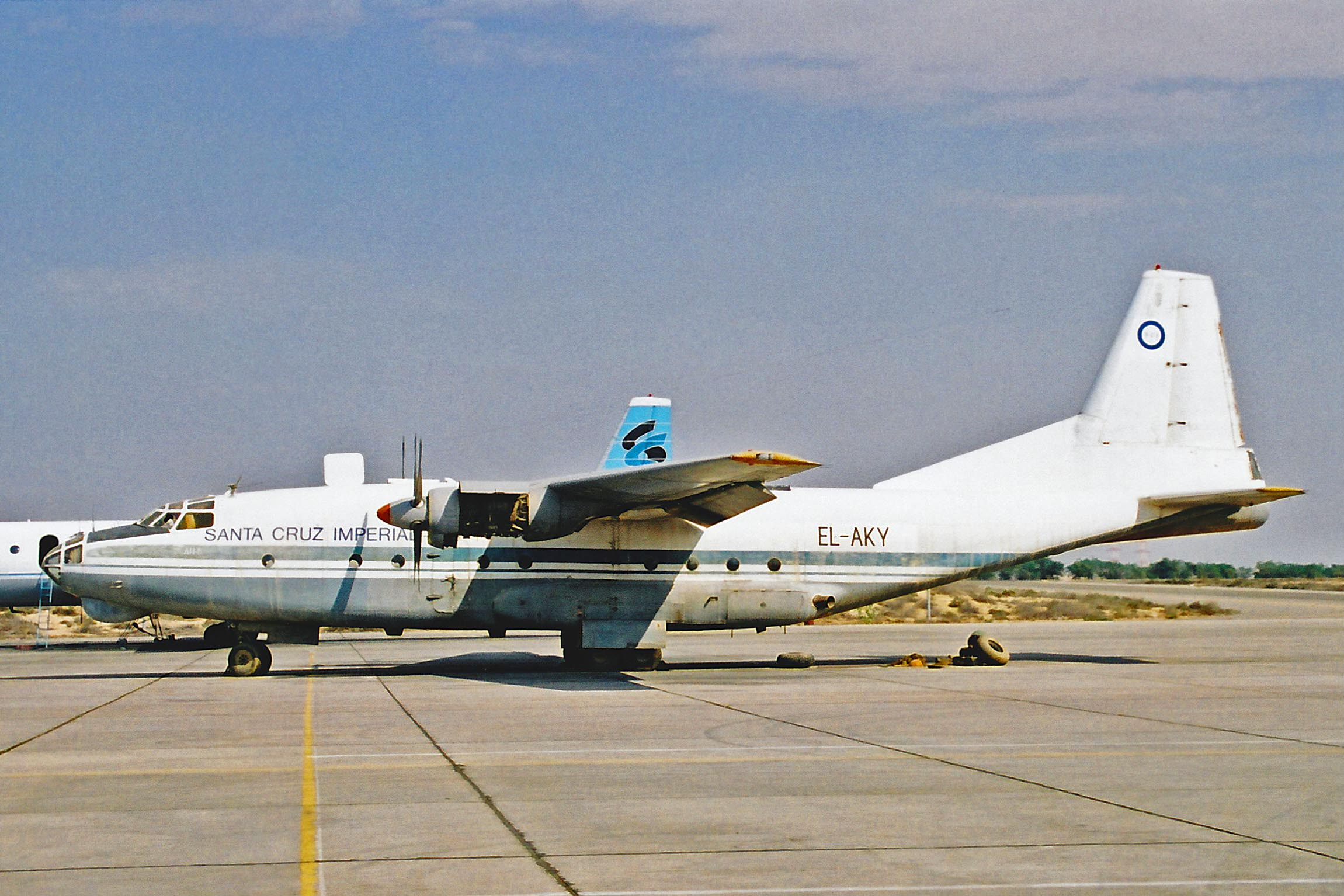
An-8 (EL-AKY, Santa Cruz Imperial)

Srí Lanka
- Sky Cabs

 Singapur
- Air Mark

 SSSR
- Aeroflot
- Sovětské letectvo

 Spojené arabské emiráty
- Air Cess
- Santa Cruz Imperial

## Specifikace (An-8)

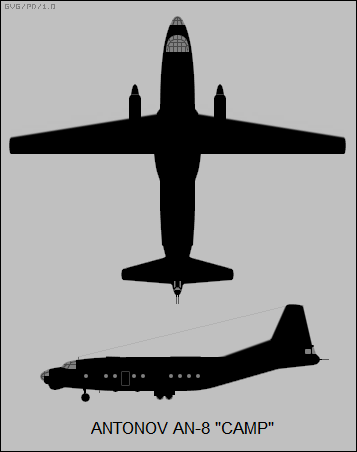
Obrys An-8

### Technické údaje
- Osádka: 6 (2 piloti, letový inženýr, radiooperátor, navigátor, střelec)
- Kapacita: 48 osob
- Užitečný náklad: 19 000 kg
- Rozpětí: 30,00 m
- Délka: 26,00 m
- Výška: 9,7 m
- Max. vzletová hmotnost : 40 000 kg
- Pohonná jednotka: 2x turbovrtulový motor Ivčenko AI-20D
- Výkon pohonné jednotky: 3 800 kW

### Výkony
- Maximální rychlost: 610 km/h
- Cestovní rychlost: 480 km/h
- Dostup: 10 200 m
- Dolet: 2 780 km
- Stoupavost: 427 m/min

### Výzbroj
- 2 × kanón NR-23 ráže 23 mm v ocasní věžičce